# Palácio 'Iolani

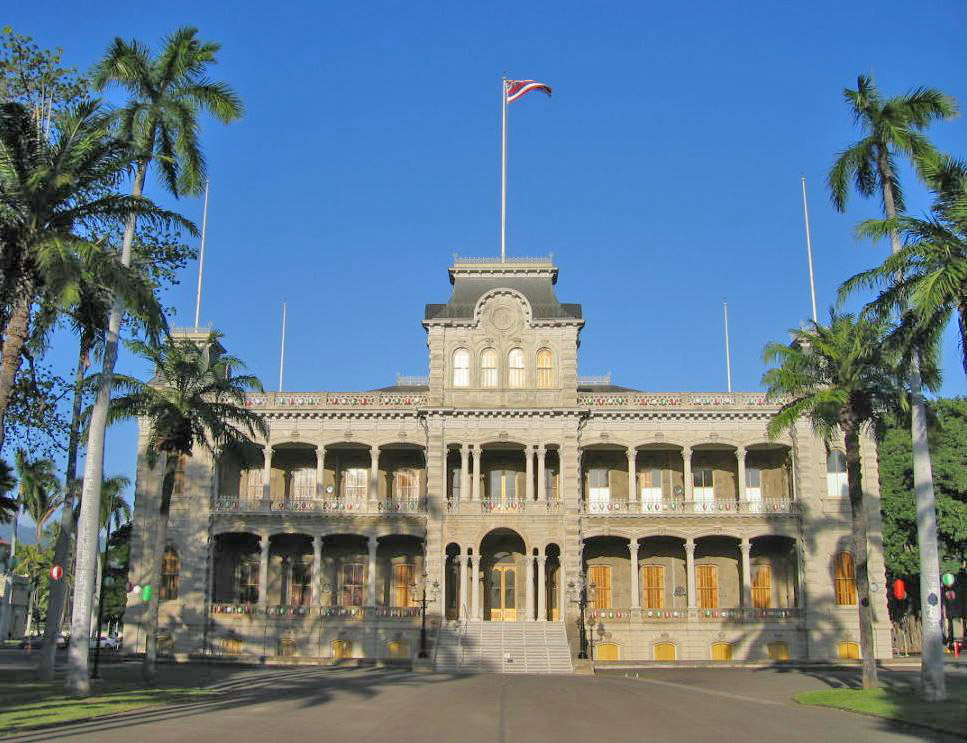
Fachada do Palácio 'Iolani.

O Palácio ʻIolani é um palácio do Estado norte-americano do Havaí. Fica situado no distrito da baixa de Honolulu. Foi o único palácio Real usado como residência oficial por um monarca reinante no território dos E.U.A.. Constitui uma Marca Histórica Nacional listada pelo National Register of Historic Places. Dois monarcas reinaram a partir do ʻIolani Palace: o Rei David Kalākaua e a Rainha Liliʻuokalani.
No seu desenho e execução trabalharam os arquitectos Thomas J. Baker, C.S. Wall e Isaac Moore.

## Palácio Real

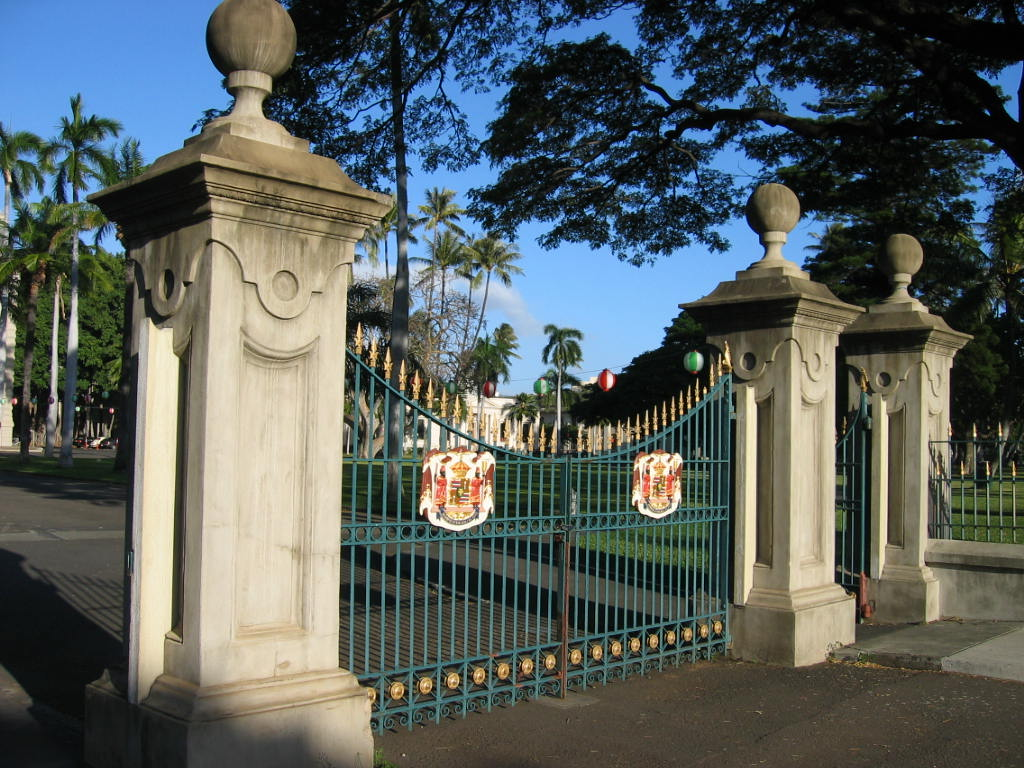
Os portões do Palácio 'Iolani apresentam o Brasão Real do Havaí.

A estrutura do Palácio ʻIolani que existe actualmente é, na verdade, o segundo palácio com esse nome a erguer-se naqueles terrenos. O palácio original, construído durante o reinado de Kamehameha III, era um edifício com um único piso, em estilo grego revivalista, feito com blocos de coral. Este edifício foi comprado por Kamehameha III ao Governador Mataio Kekuanaoa, o qual o construíra para a sua filha (sobrinha de Kamehameha III), a Princesa Victória Kamamalu, quando mudou a capital de Lahaina para Honolulu. O palácio era demasiado pequeno para ser habitado, e Kamehameha III preferia viver nas cabanas de palha que mandou construir em volta do palácio. O edifício recebeu o nome de Hale Ali'i, o que significa Casa dos Chefes. Durante o reinado de Kamehameha V o nome foi alterado para "Palácio ʻIolani", a partir de um dos nomes dados ao seu irmão Kamehameha IV (o seu nome completo era Alexander Liholiho Keawenui ʻIolani), o que significa literalmente "falcão". O palácio serviu como residência oficial do monarca durante os reinados de Kamehameha IV, Kamehameha V, Lunalilo e a primeira parte do reinado de Kalākaua. A estrutura original era muito simples no seu desenho, parecendo mais uma casa solarenga que um palácio, mas mesmo assim era, na época, a maior casa da cidade.
Kamehameha V foi o primeiro monarca a projectar um palácio Real apropriado à soberania de um estado moderno como o Hawaí. Este monarca encomendou a construção do Aliʻiōlani Hale para servir de palácio oficial à monarquia havaina. O edifício foi construído no outro lado da mesma rua onde se erguia a estrutura original do Palácio ʻIolani. Na época, o Havaí precisava muito de um edifício governamental, uma vez que os edifícios do governo da época eram pequenos e apertados. Por fim, o Aliʻiōlani Hale tornou-se num edifício administrativo em vez de um palácio Real, alojando a justiça do Reino do Havaí e vários outros ministérios.

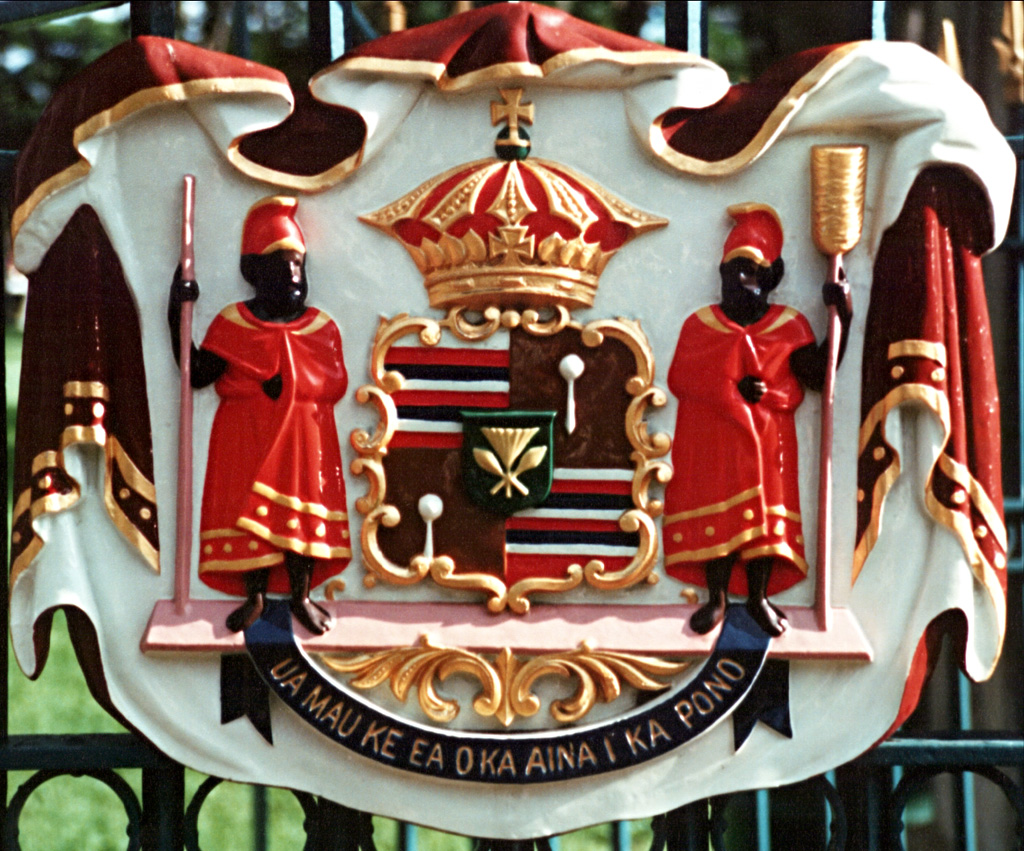
Brasão do Reino Havaiano nos portões do parque do Palácio 'Iolani.

Quando o Rei Kalākaua subiu ao trono, o original Palácio ʻIolani estava em pobres condições, sofrendo de danos provocados pelas térmitas, pelo que mandou arrasar o edifício.
Kalākaua doi o primeiro monarca havaiano a viajar em volta do mundo. Enquanto visitava outros estados soberanos, tomou nota dos grandes palácios posuídos por outros monarcas. Tal como Kamehameha V, ele sonhava com um palácio Real digno da soberania de um estado moderno como o Havaí. Encomendou, então, a construção de um novo Palácio ʻIolani, directamente em frente do Aliʻiōlani Hale, destinado a tornar-se no palácio oficial da monarquia havaiana. O edifício ficou concluído em 1882, teve electricidade e telefones mesmo antes da Casa Branca e serviu como residência oficial do soberano do Havai até ao derrube da monarquia, em 1893.

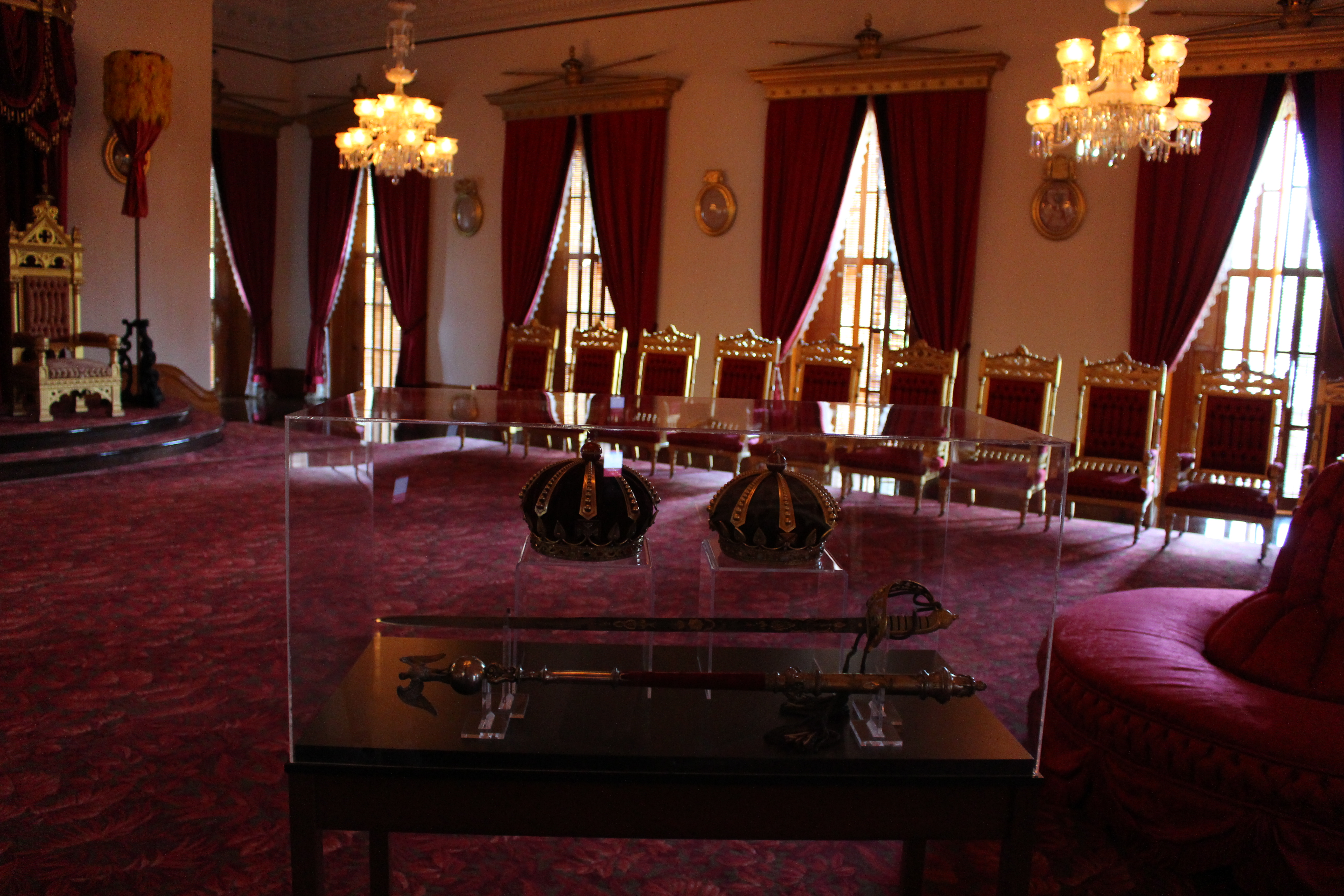
Jóias da Coroa havaiana expostas na Sala do Trono do Palácio ʻIolani

O Palácio ʻIolani apresenta uma arquitectura que não se vê em qualquer outra parte do mundo. Este estilo único é conhecido como Florentino Americano. No primeiro andar, um grande vestíbulo enfrenta uma magnífica escadaria em madeira de koa. Junto ao vestíbulo ficam a Sala do Trono, a Sala de Reuniões Azul e a Sala de Jantar. No cimo das escadas encontram-se a biblioteca privada e os quartos dos monarcas havaianos, incluindo a sala simples onde a Rainha Liliʻuokalani foi aprisionada depois da segunda das Rebeliões Wilcox. O quilt que ela fez ainda se encontra ali. Na cave encontra-se uma exposição fotográfica do palácio, ordens e decorações cedidas pelos monarcas e magníficos insígnias usadas pelos altos chefes das ilhas.

## Quartel da Guarda Real

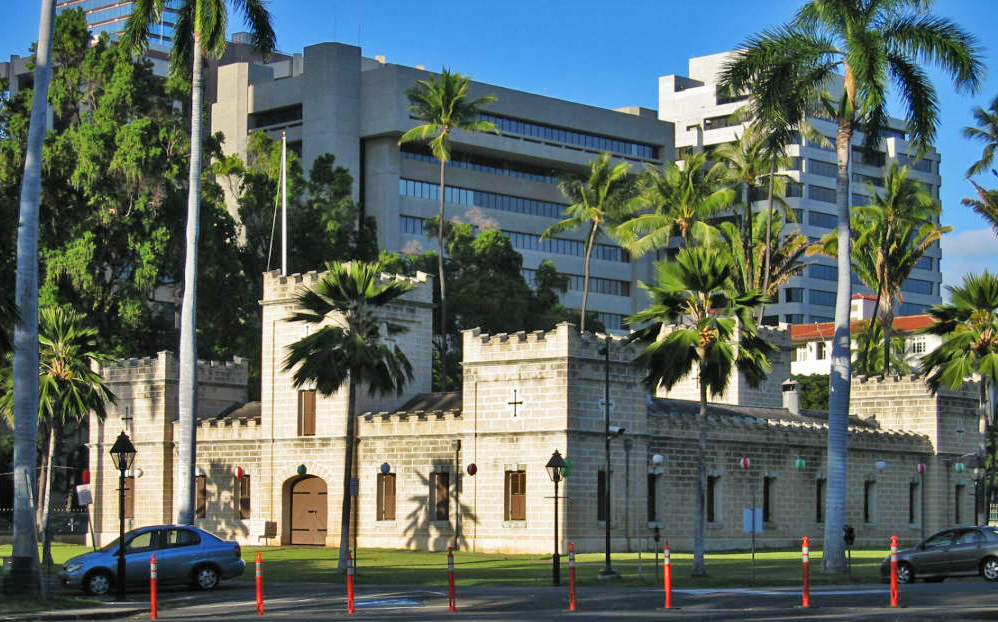
Quartel da Guarda Real.

O Quartel ʻIolani, ou Halekoa (Casa de Guerreiros em havaiano), foi construído em 1870, de acordo com o desenho do arquitecto Theodore Heuok, sob a direcção do Rei Lot Kapuaiwa. Localizado numa zona directamente adjacente ao Palácio 'Iolani, foi o quartel-general dos guardas Reais do monarca reinante. A estrutura inspira-se, claramente, na arquitectura dos castelos medievais da Europa, com os seus parapeitos ameados e torres. As paredes foram construídas com blocos de coral vindos da mesma fonte calcária usada para a edificação da Igreja Kawaiahaʻo e a Catedral de Nossa Senhora da Paz, possuindo um telhado de lousa. O edifício é rodeado por salas usadas em tempos pelos guardas como galeria da messe, cozinha, dispensário, salas de camarotes e cárcere.
O Quartel ʻIolani foi originalmente construído como um bloco na parte traseira (mauka, ou no interior) do Palácio ʻIolani. Em 1965 a estrutura foi movida, pedra por pedra, para a sua actual localização com o fim de deixar espaço livre para o - então por construir - Capitólio do Estado do Havaí. Depois da queda da monarquia havaiana, em 1893, e a consequente desmobilização da Guarda Real, o quartel foi usado por várias ocasiões como quartel-general da Guarda Nacional do Havaí. O edifício foi usado, temporariamente, para acolher as vítimas do incêndio de 1899 em Chinatown. Também alojou gabinetes governamentais e, em dado momento, como depósito. Actualmente, o edifício serve como centro de visitas para o Palácio ʻIolani e alberga uma loja de recordações, a bilheteira e um auditório.

## Edifício do Capitólio

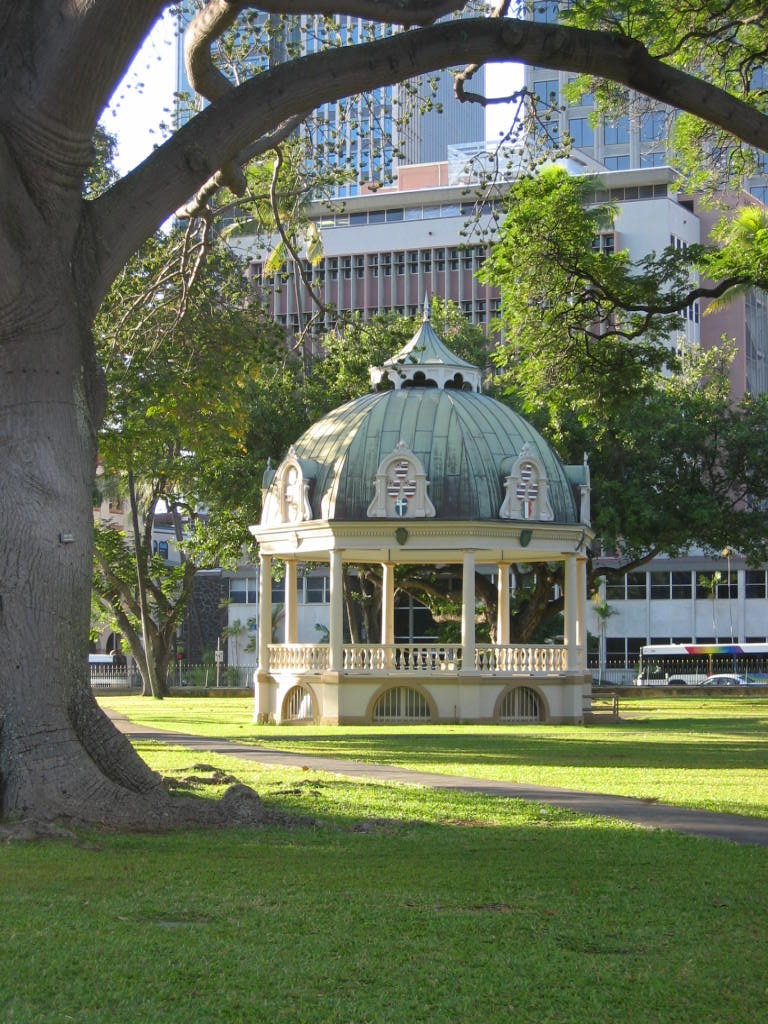
O pavilhão da Coroação, em 1883, do Rei David Kalakaua e da Rainha Kapi'olani.

Aquando da queda da monarquia causada pelo Comité de Segurança, em 1893, o Palácio ʻIolani foi convertido em sede do recém-formado Governo Provisório do Havaí. Mais tarde, o palácio tornou-se, sucessivamente, no capitólio da República do Havaí, do Território do Havaí e do Estado norte-americano do Havaí, alojando os gabinetes dos respectivos governadores e legislaturas.

## Restauro
O Governador John A. Burns supervisionou a construção do Capitólio Estadual do Havaí directamente atrás do Palácio ʻIolani. Quando o novo edifício ficou pronto, em 1969, o Governador Burns decidiu retirar os gabinetes governamentais do Palácio ʻIolani e empreeder um ambicioso projecto de restauro. Preparou, então, a devolução do antigo palácio Real ao povo havaiano, em memória da sua amada Família Real que o habitara décadas antes. Em 1978, quando o restauro ficou completo, o Palácio ʻIolani foi aberto ao público. Actualmente, são feitas visitas guiadas na maior parte das manhãs e os visitantes podem fazer visitas áudio individuais nos seus tempos livres. Também são realizados no palácio eventos especiais.

## Na ficção
- A série ficcional de televisão Hawaii Five-O teve a sua sede de polícia instalada no Palácio ʻIolani.
- O Palácio ʻIolani desempenhou um importante papel nos livros de Harry Turtledove, Days of Infamy (Dias de Infâmia) e End of the Beginning (Fim do Princípio), como sede do estado fantoche japonês do Havaí.